# Hamm (Sieg)
Hamm (Sieg) è un comune di 3 563 abitanti della Renania-Palatinato, in Germania.
Appartiene al circondario (Landkreis) di Altenkirchen (Westerwald) (targa AK) ed è parte della comunità amministrativa (Verbandsgemeinde) di Hamm (Sieg).